# Ґабріель з Городка
Ґабрієль з Городка (також з Гродзка, Гродецький, Городецький; бл. 1560, Городок Галицький, нині — Львівська область — 18 грудня 1619, Тарвізіо, Італія) — релігійний діяч, монах-бернардин, засновник реформатів у Польщі.

## Життєпис
Вступив до ордену бернардинів у Львові, тут відбув новіціят. Потім навчався в Самборі (теологія, керівник — о. Бенедикт Ґонсьорек). У 1587 отримав свячення у Львові. Повернувся до конвенту в Самборі, де був кантором. Прихильник аскетизму, невдовзі захворів (нерви), був висланий лікуватися до Львова. Замість цього виїхав до Відня, до генерального комісара бернардинів Німеччини, Польщі, Чехії, Угорщини о. Валеріана Фріціуса. Той вислав його до реформатського монастиря у Братислави; після короткого перебування там виїхав до Венеційської провінції ордену, де два роки викладав теологію. У 1590 році генерал ордену Бонавентура з Сицилії призначив його лектором теології генеральних студій у Неаполі — одного з найбільш шанованого закладу ордену. Водночас був призначений комісаром королівського монастиря св. Клари, що підпорядковувався безпосередньо Апост. столиці. 1592 року в Римі за підтримки прокуратора реформатів став комісаром Угорської провінції. Відновив її діяльність після турецької окупації, потім на три роки виїхав до Італії. 1598 року знову був обраний комісаром Угорської провінції. Наприкінці 1598 року прибув до Польщі владнати повернення до Польської провінції бернардинів. 1599 року повернувся з Кракова до Відня, тут комісар Антоні Кремерер призначив його підкомісаром і візитатором Польської провінції. На капітулі бернардинів 8 вересня 1599 запропонував прийняти назву реформатів. 1600 року польська делегація на Генеральній капітулі в Римі хотіла подати на нього позов, тому втік до Угорщини.
1605 року прибув до Польщі з листом до нунція, відвідав краківський конвент. Бернардини, маючи протекторів серед єпископів, можновладців, не погоджувались на його умови, також нунцій Ранґоні не наважувався його відкрито підтримувати. Папа Павло V видав бреве на вимогу його противників (на руки Зебжидовському), яким забороняв оглядини, тому Ґабріель покинув Польщу. В Оломоуці отримав пофранцісканський костел від єпископа кардинала Діттріхштайна, відновив його, заснував при ньому монастир реформатів. У 1608 році маршалок великий коронний Зиґмунт Мишковський запропонував йому заснувати монастир у Піньчові, тому вислав до Польщі кілька монахів-поляків, -італійців. За підтримки королеви Констанції та З. Мишковського почав домагатися визнання комісаром реформатів Польщі, чому завадили М. Зебжидовський, надвірний маршалок Миколай Вольський. 1610 року приїхав до Польщі, затримався у Піньчові. Тут розпочав перемовини з провінціялом Бонавентурою Кшецьким щодо передачі роформатам 1-го кляштору. Нунцій пізніше видав декрет, яким реформатів виганяли з Піньчова.
У 1615 році став комісаром конвенту в Гливицях. Потім виїхав до Італії, де помер у Тарвізіо 18 грудня 1619 року.